# Alexeï Kivchenko
Alexeï Danilovitch Kivchenko (Алексей Данилович Кившенко), né le 10 mars 1851 (22 mars dans le calendrier grégorien) près de Veniov (gouvernement de Toula) et mort le 2 octobre 1895 à Heidelberg, est un peintre russe proche des Ambulants qui fut surtout l'auteur de peintures d'Histoire et de chasse. Son Conseil de guerre à Fili est son œuvre la plus connue.

## Biographie
Kivchenko étudie la peinture auprès d'Ivan Kramskoï, puis entre à l'académie impériale des beaux-arts de Saint-Pétersbourg en 1867. En 1880, il se rend en Allemagne et s'installe à Düsseldorf, puis voyage à Munich et à Paris, où il peint, ce qui lui permet à son retour à Saint-Pétersbourg en 1884 de présenter ses travaux et d'être admis à l'académie des beaux-arts comme académicien. Quelques mois plus tard, à l'été 1884, il entreprend un voyage dans le Caucase pour y rassembler du matériel en vue de répondre à une commande d'Alexandre III de plusieurs tableaux décrivant des épisodes de la Guerre russo-turque de 1877-1878.
Il enseigne le dessin jusqu'en 1889 à la fameuse académie Stieglitz de Saint-Pétersbourg.
En 1891, il accompagne l'expédition archéologique de Nikodim Kondakov en Palestine et en Syrie dont il rapporte des études de genres et de paysages orientalistes. Il est nommé professeur de l'académie impériale en 1893.
Il meurt au cours d'un séjour à Heidelberg. Il est enterré au cimetière N.D. de Smolensk de Saint-Pétersbourg.

## Quelques œuvres

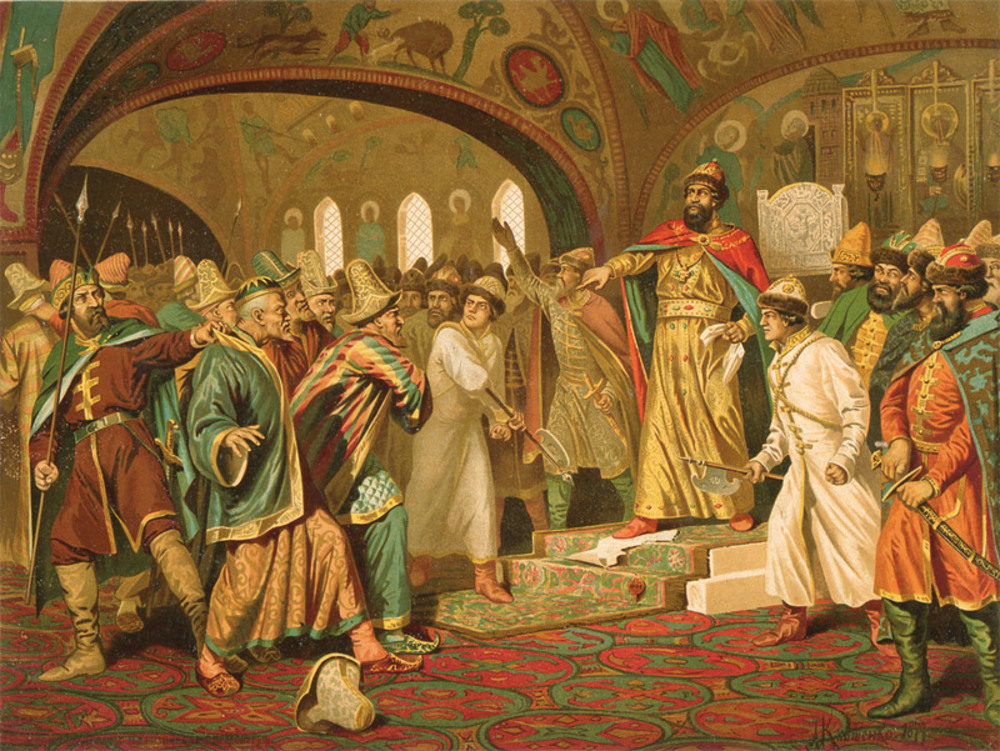
Ivan III de Russie déchire la missive du khan.
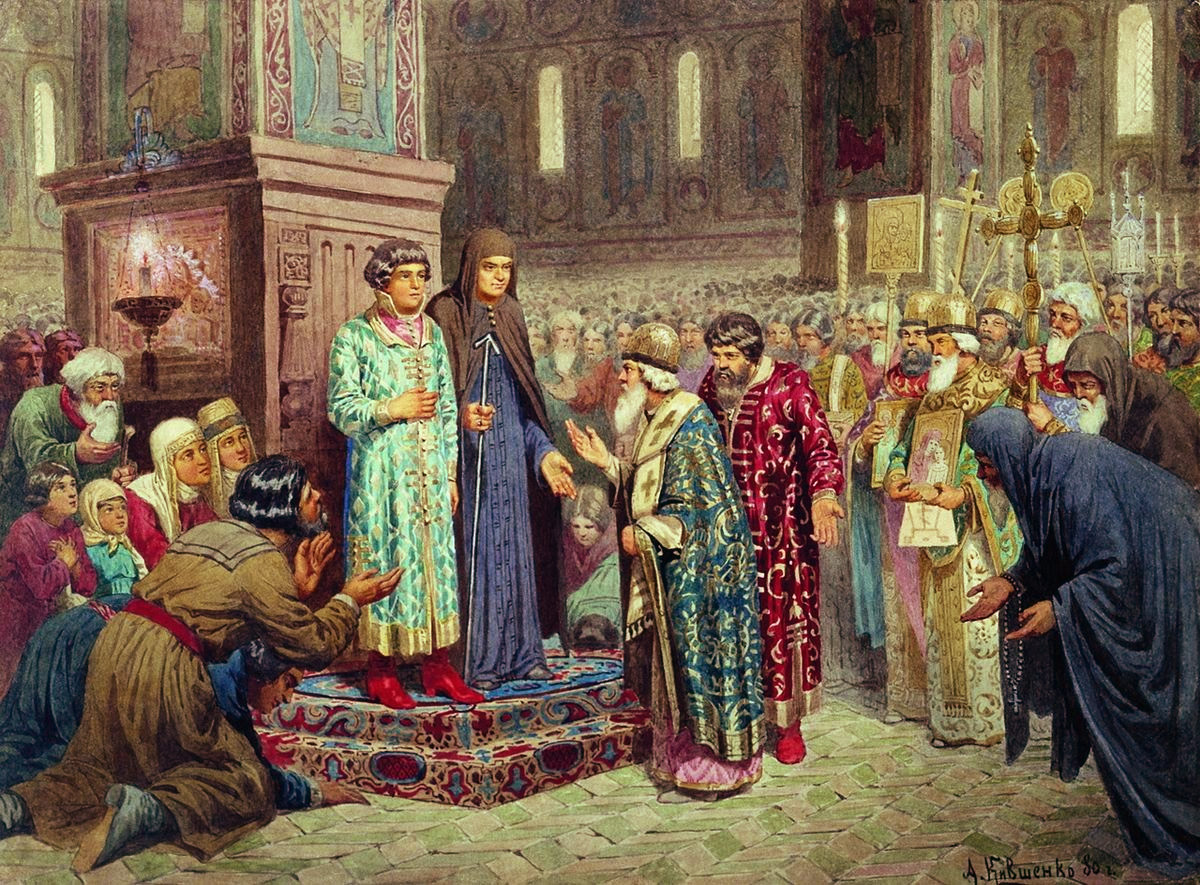
Élection de Michel Romanov.
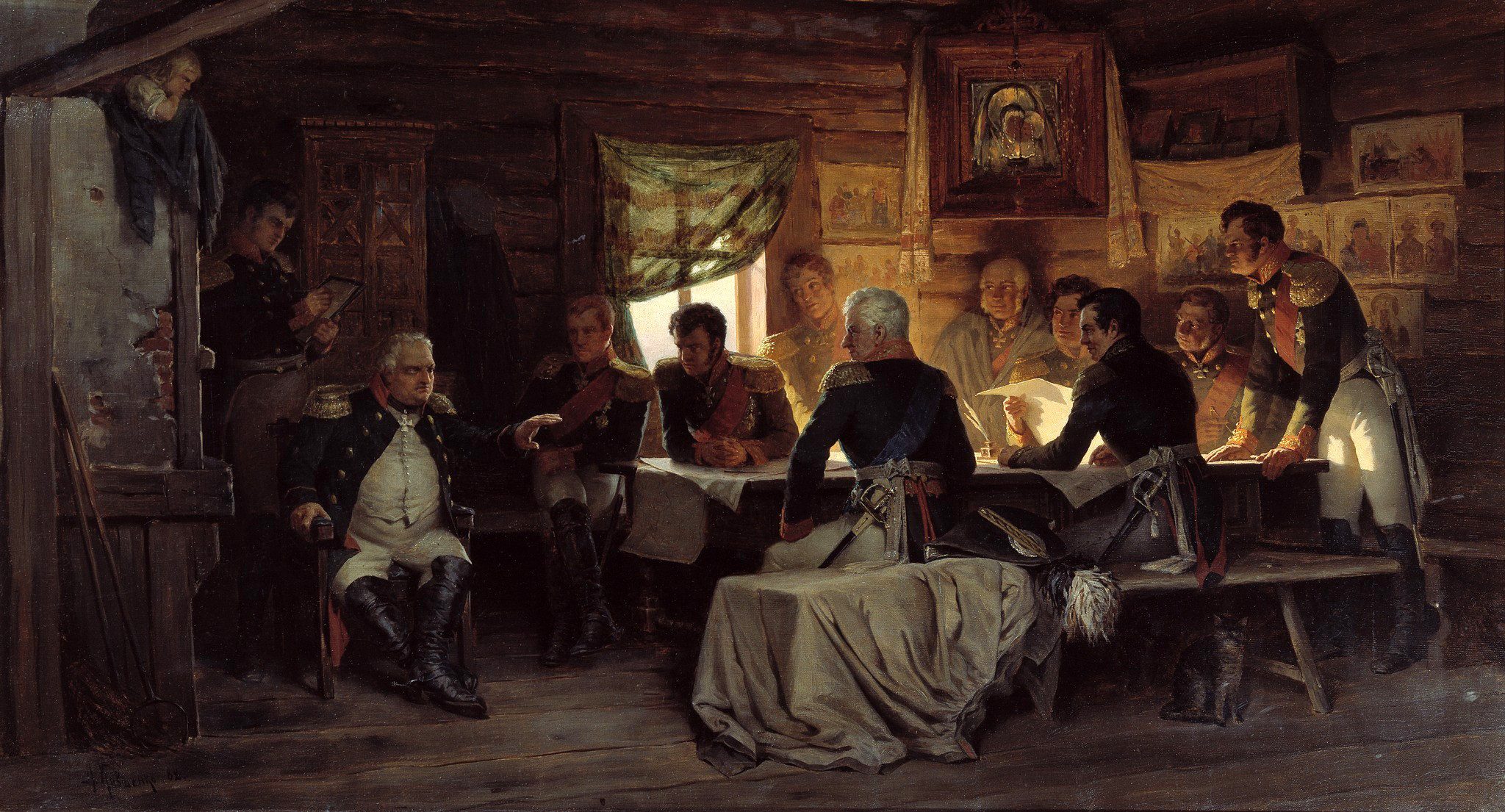
Conseil de guerre de Koutouzov à Fili.
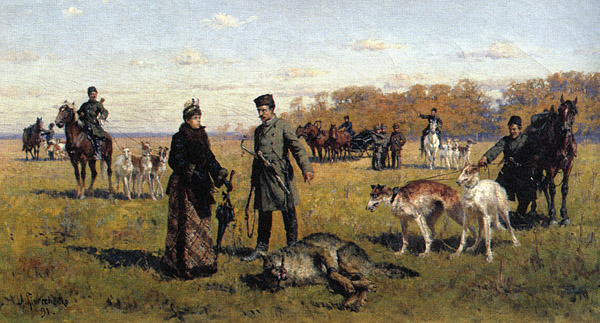
Le Loup capturé, 1891.